# Swag It Out
Swag It Out è il singolo di debutto dell'attrice e cantante statunitense Zendaya, pubblicato il 30 maggio 2011 da un'etichetta indipendente.

## Il brano
Si tratta di un brano dance pop suonato in chiave di Sol maggiore a tempo di 101 battiti al minuto. È stato composto da Bobby Brackins, Nicholas Balding e Zendaya ed è stato pubblicato come primo singolo della carriera di Zendaya, nota per il ruolo di protagonista della serie di Disney Channel A tutto ritmo, da un'etichetta indipendente. Riguardo alla canzone Zendaya ha dichiarato: "Per me, la canzone parla di amare te stesso e la vita, essere il meglio che puoi essere ed essere il migliore in quello che fai nella vita, avere fiducia, e non lasciare che gli altri ti facciano a pezzi. Tutti possono vivere alla grande! Lo swag è un atteggiamento".

## Ricezione critica
Il sito web Hollywood Teenzine ha valutato positivamente la canzone, definendola "positiva, divertente, giovane e fantastica da ballare, il tipo di canzone che ti fa sorridere". Sarie, la Black Celeb Kids, ha detto che Zendaya ha dimostrato che la canzone può esplorare tutte le opzioni oltre a recitare, cantare e ballare, dicendo che la canzone è contagiosa. Il portale Teen ha scritto: "Zendaya canta di Nicki Minaj, Kanye West e Beyoncé nella canzone e possiamo vedere chiaramente in Swag It Out che può diventare grande come lo erano loro una volta".

## Video musicale
Il videoclip della canzone è stato registrato il 15 settembre 2011 nella città natale di Zendaya, a Oakland, in California. Per le riprese, Zendaya ha donato parte del budget del videoclip per comprare giocattoli per i bambini bisognosi dell'associazione Pastry!. Il video è stato diretto da Glenn A. Foster e montato da Zendaya. È stato ufficialmente pubblicato il 15 dicembre 2011 sul canale YouTube di Zendaya. Esso mostra la cantante che dorme in classe e che sogna di ballare intorno a Oakland. Nel bel mezzo del video, Zendaya balla in uno studio di danza con altri ballerini e passeggia per Oakland. Alla fine, Zendaya canta in un concerto e poi si sveglia dal suo sogno.